# Draconarius flos
Draconarius flos är en spindelart som beskrevs av Wang och Jäger 2007. Draconarius flos ingår i släktet Draconarius och familjen mörkerspindlar. Inga underarter finns listade i Catalogue of Life.